# Friedrich Ludwig Buhl
Friedrich Ludwig Buhl (* 4. September 1762 in Korbach; † 2. Februar 1843 ebenda) war ein deutscher Jurist, Politiker und als solcher Bürgermeister und Abgeordneter.

## Leben
Buhl war der Sohn des Advokaten Johann Bernhard Buhl (1724–1786) und dessen Frau Luise Eleonore Schwellenberg (1725–1786). Er heiratete 1787 Johanette Wilhelmine Postelmann. Buhl war Besitzer einer Landwirtschaft. Er studierte in Göttingen Rechtswissenschaften und wurde Advokat. In den Jahren 1800–1810, 1816–1822 und 1826–1827 war er Bürgermeister von Korbach und vertrat die Stadt in den Landständen des Fürstentums Waldeck. 1811 trat eine neue Stadtordnung in Korbach in Kraft. Danach wurde der Korbacher Bürgermeister nicht mehr von den Zünften der Stadt gewählt, sondern auf Lebenszeit vom Landesherren bestimmt. Fürst Friedrich Karl August ernannte  den ehemaligen Stadtsekretär Wilhelm Waldeck zum neuen Bürgermeister. Buhl wurde zum Ökonomie-Bürgermeister ernannt, was der Aufgabe eines Kämmerers entsprach.